# Université de Saint Peter
L'université de Saint Peter est une université privée américaine jésuite basé à Jersey City au New Jersey.
Ses équipes sportives portent le nom des Peacocks de Saint Peter.